# Rosita Steenbeek
Rosita Steenbeek (Utrecht, 25 mei 1957) is een Nederlands schrijfster en incidenteel actrice. Na haar jeugd in Amersfoort te hebben doorgebracht, woont ze tegenwoordig in de Italiaanse hoofdstad Rome.

## Levensloop
Steenbeek werd geboren als oudste dochter van de neerlandicus Jan Steenbeek en Margreeth Hugenholtz. Ze was dertien toen ze een hersenbloeding kreeg, waarvan ze maandenlang moest herstellen. Er was ook blijvende schade, waardoor ze later niet mocht autorijden. 
Na het Johan van Oldenbarneveltgymnasium in Amersfoort te hebben afgerond begon ze aanvankelijk een studie theologie aan de Universiteit Utrecht. Uiteindelijk studeerde ze echter af in de moderne letterkunde in Amsterdam, waar ze onder meer Jan Wolkers en Arthur Japin leerde kennen. Over Wolkers schreef ze haar doctoraalscriptie. Een gefictionaliseerde versie van haar vriendschap met Japin speelde een belangrijke rol in diens roman De droom van de leeuw uit 2002.
Steenbeek debuteerde als auteur in 1994 met de roman De laatste vrouw, die ook vertaald werd en internationaal uitgebracht.

## Werken
- 1994 - De laatste vrouw, uitgeverij Prometheus, ISBN 9789044614367
- 1999 - Schimmenrijk, uitgeverij Ooievaar, ISBN 9789057138287
- 2000 - Ontmoeting in Venetië, uitgeverij Ooievaar, ISBN 9057135051
- 2000 - Thuis in Rome, uitgeverij Prometheus, ISBN 9789044603309
- 2002 - Ballets Russes, uitgeverij Prometheus, ISBN 9789044603453
- 2004 - Intensive care, uitgeverij Prometheus, ISBN 9789044603736
- 2006 - Siciliaans testament, uitgeverij Singel Pockets, ISBN 9789041331595
- 2008 - Terug in Rome, uitgeverij De Arbeiderspers, ISBN 9789029566070
- 2009 - Ander licht, uitgeverij De Arbeiderspers, ISBN 9789029567725
- 2010 - Kleuren van Rome, uitgeverij De Arbeiderspers, ISBN 9789029573771
- 2011 - Parels van Rome, uitgeverij Ambo|Atheneum - Polak & Van Gennep, ISBN 9789026323898
- 2012 - Amsterdam - Delphi, uitgeverij De Arbeiderspers, ISBN 9789029575300
- 2015 - Rose, een familie in oorlogstijd, uitgeverij Ambo/Athos, ISBN 9789026328619
- 2015 - De triomfboog, kinderboek bij de tentoonstelling "Rome. De droom van keizer Constantijn" in De Nieuwe Kerk Amsterdam, 3 oktober 2015 tot en met 7 februari 2016, uitgever De Nieuwe Kerk / Hermitage Amsterdam
- 2017 - Heb uw vijanden lief, essay over compassie. CPNB, ISBN 978-90-5965-413-6
- 2018 - Wie is mijn naaste? - mijn verhaal over de vluchtelingenopvang, uitgeverij Prometheus, ISBN 978-90-446-3575-1
- 2021 - Leven in Rome, uitgeverij Prometheus, ISBN 978-90-446-4750-1
- 2022 - Julia. Vrijgevochten keizersdochter, uitgeverij Prometheus, ISBN 978-90-446-3592-8
- 2025 - Over antieke wegen. Een pelgrimage, uitgeverij Prometheus, ISBN 978-90-446-5884-2

## Filmrollen
- 1986 - Charley - Berie
- 1986 - Maria - Daniëlle
- 1989 - Wilde harten - prostituée